# トニー・アンソニー
トニー・アンソニー（Tony Anthony、本名：Darrell W. Anthony、1960年4月12日 - ）は、アメリカ合衆国のプロレスラー。テネシー州ノックスビル出身。
ダーティ・ホワイト・ボーイ（Dirty White Boy）のリングネームで知られ、地元テネシーの各団体を主戦場にヒールのラフファイターとして活動した。

## 来歴
1980年10月にデビュー後、地元のノックスビルでブラックジャック・マリガンとリック・フレアーが手掛けていたサザン・チャンピオンシップ・レスリング（ジム・クロケット・プロモーションズの下部テリトリー）にTVテーピングのジョバーとして出場。フレアー、バリー・ウインダム、ビッグ・ジョン・スタッドらのスカッシュ・マッチ用のジョブ・ボーイを務めた。
1982年12月、サンアントニオのサウスウエスト・チャンピオンシップ・レスリングにおいて、ザ・グラップラーことレン・デントンのパートナーとなり、覆面レスラーのグラップラー2号（Grappler #2）に変身。1号のデントンとの「ザ・グラップラーズ」として、1983年1月15日にリッキー・モートン&ケン・ルーカスを破ってSCWサウスウエスト・タッグ王座を獲得。ダイナミック・デュオ（ジノ・ヘルナンデス&タリー・ブランチャード）やニュー・シープハーダーズ（ルーク・ウィリアムス&ジョナサン・ボイド）ともタイトルを争った。
1983年5月からはメンフィスのCWAにも参戦して、ロックンロール・エクスプレスと抗争。8月1日にはファビュラス・ワンズ（スティーブ・カーン&スタン・レーン）からAWA南部タッグ王座を奪取している。カンザスシティのCSWでは1984年4月12日にオーツ・ブラザーズ（ジェリー・オーツ&テッド・オーツ）、7月26日にアップタウン・ボーイズ（マーティ・ジャネッティ&トミー・ロジャース）を破り、NWAセントラル・ステーツ・タッグ王座を2回獲得した。
デントンとのチームを解消後は素顔に戻り、ダーティ・ホワイト・ボーイ（Dirty White Boy）を名乗ってアラバマのサウスイースタン・チャンピオンシップ・レスリングに参戦。1986年11月3日、ウェンデル・クーリーを下してフラッグシップ・タイトルのNWAアラバマ・ヘビー級王座を奪取。以降もボブ・アームストロングやトム・プリチャードを破り、1988年3月にかけて同王座を通算4回獲得した。タッグではジェリー・スタッブスをパートナーに、ロバート・フラー&ジミー・ゴールデンとNWAコンチネンタル・タッグ王座を争った。
1989年4月よりCWAに復帰して、後継団体のUSWAにも継続参戦。同年10月2日、トーナメント決勝でダスティン・ローデスを破り、新設されたUSWA南部ヘビー級王座（後のUSWAヘビー級王座）を獲得した。USWAではエディ・ギルバートやダグ・ギルバートとも共闘して、ビル・ダンディー、ジェフ・ジャレット、スティーブ・ドール、レックス・キングらと抗争を展開した。
1992年2月からはジム・コルネットが主宰していたスモーキー・マウンテン・レスリングに主戦場を移して、8月8日にブライアン・リーからSMWヘビー級王座を奪取。1993年9月13日にはロバート・ギブソンを破りTV王座も獲得。1994年7月5日にはジェイク・ロバーツを下してSMWヘビー級王座に返り咲き、1995年1月28日にジェリー・ローラーに敗れるまで戴冠した。タッグではトレイシー・スマザーズをパートナーに、1995年7月6日にアル・スノー&ユナボムからSMWタッグ王座を奪取している。
1996年6月より、T・L・ホッパー（T. L. Hopper）のリングネームでWWFに登場。トイレの配管工をギミックに、垂れ下がったズボンと汚れたアンダーシャツを着た肥満体のヒールとして前座戦線で活動。試合に勝利した後は、ベッツィー（Betsy）と名付けられたラバーカップを対戦相手の顔に押しつけるなどの行為を見せた。ハウス・ショーではロッキー・メイビアやディーゼルとも対戦している。1997年9月からは、オーバーオールを身に着けた農夫スタイルのアンクル・クレタス（Uncle Cletus）に変身し、ヒールターンしていたザ・ゴッドウィンズ（ヘンリー・O・ゴッドウィン&フィニアス・I・ゴッドウィン）のマネージャーを担当した。
1998年にWWFを離脱した後は、ノースカロライナのニュー・ディメンション・レスリングを経て、自身も運営に携わっていたノックスビルのテネシー・マウンテン・レスリングに2005年まで出場していた。

## 得意技
- チョークスラム（Bucksnort Blaster）[22]
- ブレーンバスター（Down the Drain）[22]

## 獲得タイトル
サウスウエスト・チャンピオンシップ・レスリング
- SCWサウスウエスト・タッグ王座：2回（w / レン・デントン）[5]

コンチネンタル・レスリング・アソシエーション
- AWA南部タッグ王座：1回（w / レン・デントン）[7]

セントラル・ステーツ・レスリング
- NWAセントラル・ステーツ・タッグ王座：2回（w / レン・デントン）[8]

サウスイースタン・チャンピオンシップ・レスリング / コンチネンタル・レスリング・フェデレーション
- NWAアラバマ・ヘビー級王座：4回[9]
- NWAコンチネンタル・タッグ王座：4回（w / ジェリー・スタッブス）[10]
- CWFタッグ王座：2回（w / ジェリー・スタッブス）[23]

ユナイテッド・ステーツ・レスリング・アソシエーション
- USWA南部ヘビー級王座：1回[11]
- USWA世界タッグ王座：3回（w / トム・バートン、ダグ・ギルバート×2）[24]

スモーキー・マウンテン・レスリング
- SMWヘビー級王座：3回[14]
- SMWビート・ザ・チャンプTV王座：2回[15]
- SMWタッグ王座：1回（w / トレイシー・スマザーズ）[16]